# Linda (estnische Mythologie)
Linda ist die Mutter des riesenhaften Helden Kalevipoeg und die Frau des Kalev, des mythischen Königs von Estland, in der im 19. Jahrhundert geschaffenen estnischen Kunst-Mythologie.

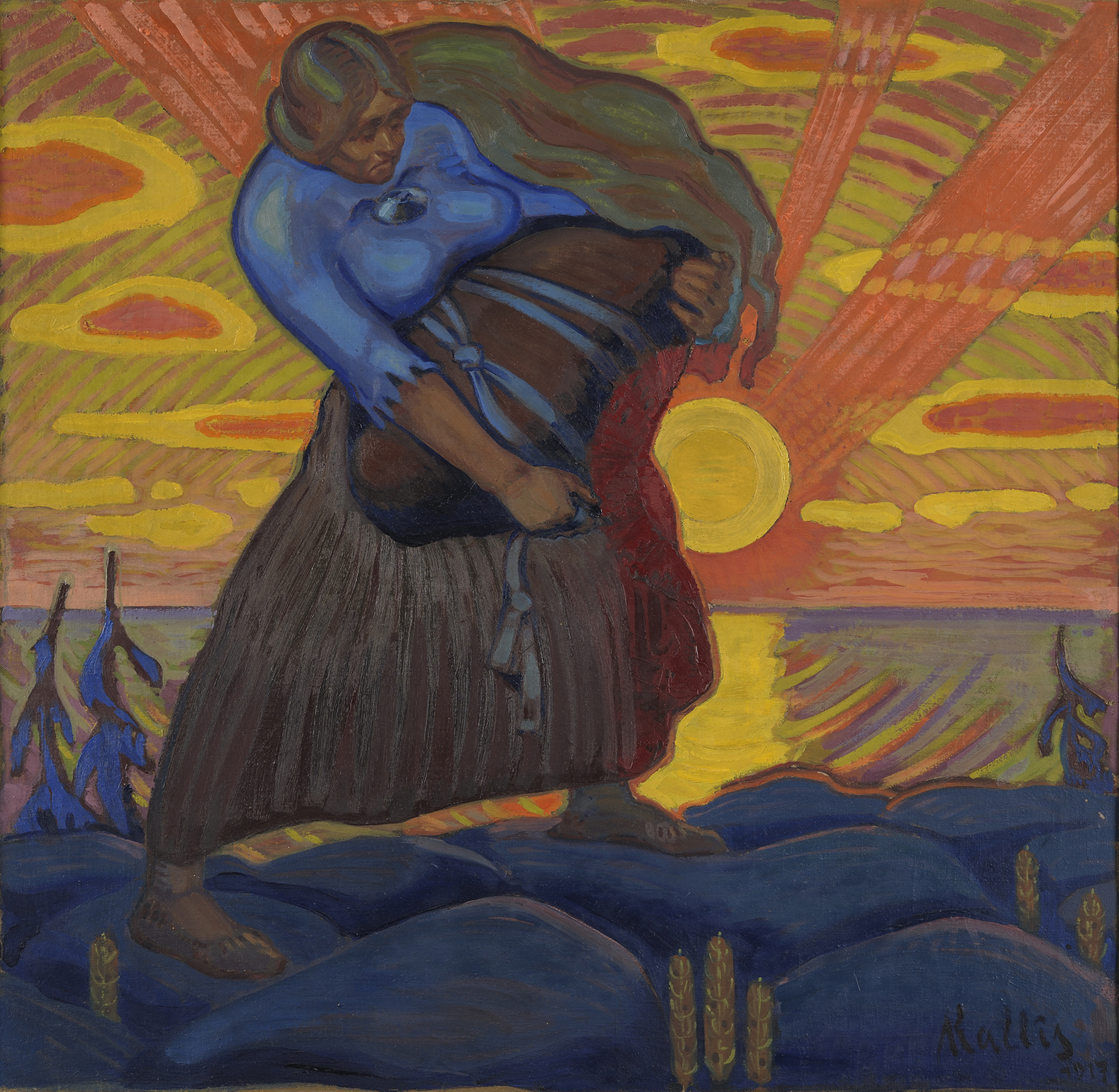

Populär wurde die Figur der Linda durch Friedrich Reinhold Kreutzwalds estnisches Nationalepos Kalevipoeg („Sohn des Kalev“). Er führte die Figur Lindas auf alte, heidnische Quellen zurück. 

## Epos Kalevipoeg
Linda wird im Epos Kalevipoeg aus dem Ei eines Birkhuhns geboren. Ihre Schwester Salme heiratet in den Himmel, Linda nimmt den König Kalev zum Mann. Sie verschmäht dabei die jeweiligen Angebote der Sonne, des Mondes und des Sterns.
Linda bringt ihren jüngsten Sohn Kalevipoeg („Sohn des Kalev“) erst nach dem Tod seines Vaters zur Welt. Der Domberg in Tallinn soll das Grabmal für Kalev sein. Seine Frau Linda hatte in ihrer Trauer die Steine zusammengetragen. Der See Ülemiste entstand aus ihren Tränen.
Als Kalevipoeg und seine beiden Brüder auf der Jagd sind, wird Linda durch den finnischen Zauberer Tuuslar entführt und vergewaltigt. Mit Hilfe der Götter gelingt es ihr zu fliehen. Sie wird aber in Iru (bei Tallinn) in einen Stein verwandelt und ist der Welt verloren. Kalevipoeg schwimmt über das Meer nach Finnland und tötet den Zauberer Tuuslar.
Für Kalevipoeg bleiben seine beiden toten Eltern weiterhin wichtige Ratgeber. Bei schwierigen Entscheidungen kehrt er immer wieder an ihre Gräber zurück. Die Gespräche mit den verstorbenen Ahnen gehören zu den poetischsten Passagen von Kreutzwalds Nationalepos.

## Ortsnamen
Zahlreiche alte estnische Ortsnamen sind an Linda angelehnt, so dass zu vermuten ist, dass eine Linda tatsächlich eine Rolle in der heidnischen estnischen Mythologie spielte. Der vorchristliche Name der Stadt Tallinn war nach Quellen des 13. Jahrhunderts Lyndanise (möglicherweise "Halbinsel der Linda"). Ein Stein im See Ülemiste wird Lindakivi genannt.

## Wirkung
Eine der berühmtesten Skulpturen des estnischen Bildhauers August Weizenberg (1837–1921) ist die Figur der Linda. Nach Linda sind heute in Estland auch zahlreiche Back- und Schokoladenprodukte benannt. Daneben trägt die 1997 gegründete Reederei Linda Line, die Fährpassagen zwischen Tallinn und Helsinki anbietet, den Namen Linda.